# David Shambaugh

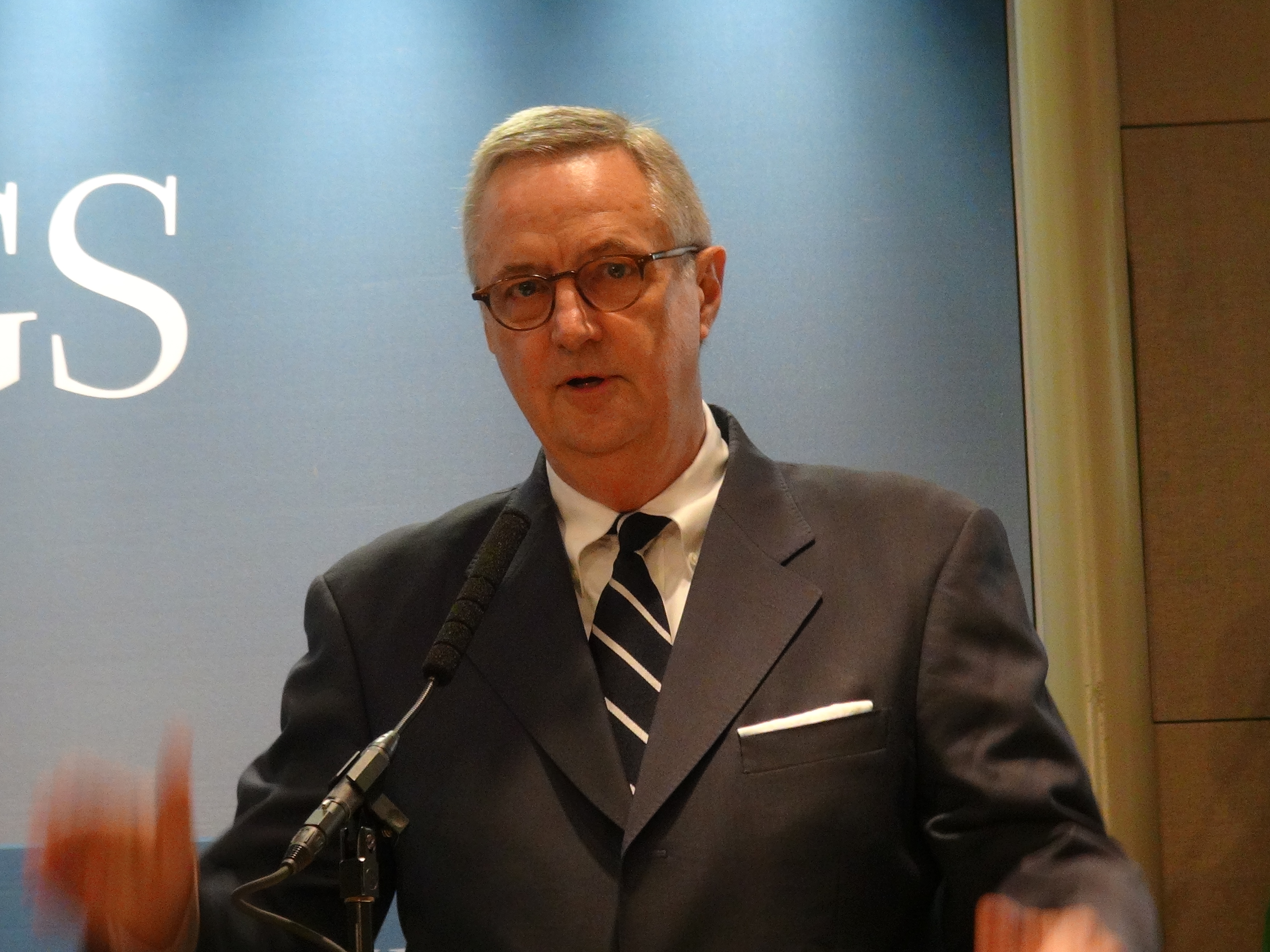
David Shambaugh

David Leigh Shambaugh (* 1953) ist ein US-amerikanischer Politikwissenschaftler mit Spezialgebiet der chinesischen Politik.

## Leben
Shambaugh studierte an der Elliott School of International Affairs an der George Washington University in Washington, an der er heute auch unterrichtet. Seinen Master in den Internationalen Beziehungen vollendete er an der Paul H. Nitze School of Advanced International Studies der Johns Hopkins University, seinen Ph.D. in Politikwissenschaften an der University of Michigan.
Shambaugh arbeitete für verschiedenen US-Regierungsstellen als Berater, unter anderem für das Bureau of Intelligence and Research des Außenministeriums (1976–77), den Nationalen Sicherheitsrat (1977–78) und als „Acting Director“ des Asien-Programms des Woodrow Wilson International Center for Scholars (1987–1988). Des Weiteren unterrichtete er an der University of London's School of Oriental and African Studies (1988–1996), seit 1996 ist er Direktor des „The China Policy Program“ an der Elliott School of International Affairs. Zwischen 1991 und 1996 war Shambaugh ebenso Herausgeber der China Quarterly.
David Shambaugh gilt als anerkannter Experte im Bereich der chinesischen Außen-, Innen- und Sicherheitspolitik sowie den Internationalen Beziehungen in Asien im Allgemeinen. Er schreibt häufig in internationalen Medien, beziehungsweise wird als Experte zitiert.

## Veröffentlichungen
- Breaking the Engagement: How China Won & Lost America. Oxford University Press, New York 2024, ISBN 978-0-19-779242-1.
- China’s Leaders: From Mao to Now. Polity Press, Cambridge 2021, ISBN 978-1-5095-4651-0.
- China’s Future. Polity Press, Cambridge 2016, ISBN 978-1-5095-0714-6.